# Kakeksi
Kakexi eller utmärgling  (kommer från grekiska kakos dåligt + hexis tillstånd), betyder mycket försämrat allmäntillstånd exempelvis avmagring, viktminskning, förlust av muskelmassa, orkeslöshet och trötthet hos en person som inte aktivt försöker förlora vikt. Det kan vara ett tecken på ett flertal underliggande sjukdomar, exempelvis cancer, tuberkulos, AIDS, japansk encefalit och vissa autoimmuna sjukdomar. Det kan även vara ett tecken på missbruk av droger såsom amfetamin eller kokain. 